# گانش
گانِش یا گانشا، یکی از شناخته‌شده‌ترین و مورد احترام‌ترین خدایان در مذهب هندوئیسم است.
او اولین فرزند شیوا و پارواتی است. نام او را می‌توان ترکیبی از دو کلمه گا- به معنی هوش و نهَ- به مفهوم عقل دانست. پارواتی گانشا را تنها با عشق خود خلق کرده‌است تا تنها به مادرش سرسپرده باشد و فرامین مادرش را اجرا کند.
گانش در سرسپردگی مطلق به مادرش یک اسطوره است و بجز فرمان مادرش به فرمان کسی گوش نمی‌کند.
در نوشته‌های کهن هندی آمده‌است که گانشا زمانی که مادرش به او دستور می‌دهد تا زمانی که در حال حمام کردن است هیچ کس را به درون خانه راه ندهد گانشا از ورود شیوا که همسر پارواتی است نیز جلوگیری کرده و اجازه ورود نمی‌دهد که این کارش باعث خشم شیوا شده و شیوا سر او را قطع می‌کند. و مجبور می‌شوند با چسباندن سر فیل به او زنده‌اش کنند.
از نظر آنها او خدایی است که شکمی بزرگ با سری فیل‌گونه دارد. اغلب او را طوری تصویر می‌کنند که بر زمین نشسته و پاهایش را زیر خود جمع کرده‌است.
او نابودکننده تمامی بدی‌هاست و در پرستش، گانش معمولاً برطرف‌کننده مشکلات و موانع است و بسیاری از دانش‌آموزان در طول امتحانات به درگاه این ایزد (که ترکیبی از زداینده مشکل و خدای هوش و عقل است) نیایش می‌کنند.

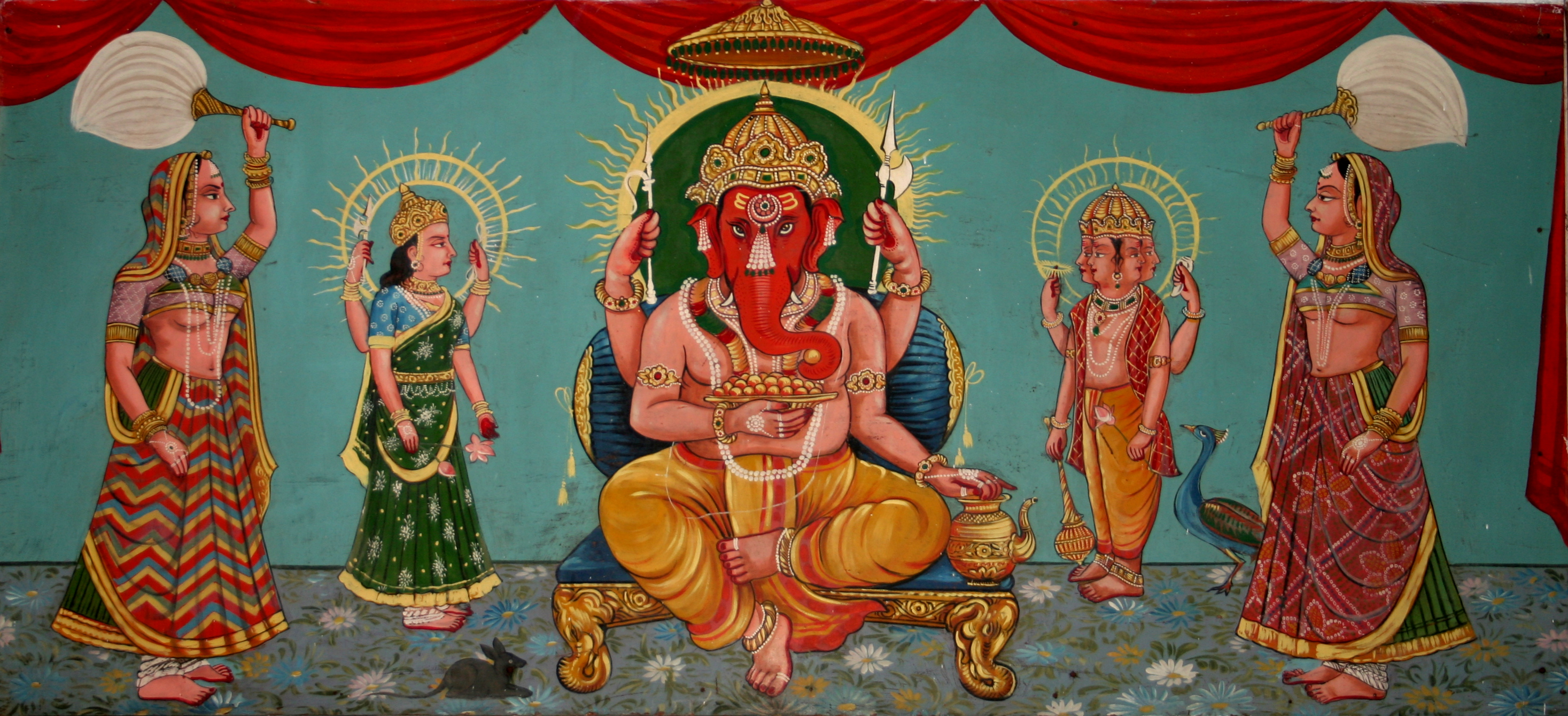
گانش در هنر هند.